# کوه کاماراتا
کوه کاماراتا (انگلیسی: Mount Cammarata) با ۱۵۷۸ متر ارتفاع در استان آگریجنتو در منطقه سیسیل واقع شده‌است و بلندترین قله در رشته کوه‌های سیکانی می‌باشد.
این کوه در محدوده شهر کاماراتا و سن جیووانی جمینی واقع شده‌است.

## نام
نام این کوه از سده ۱ (میلادی) جملوس کوللس تأیید شده که از نظر ریشه‌یابی کوه‌شناسی شامل دو قله در ارتباط با کوه نزدیک خود جمینی با ارتفاع ۱۳۹۷ متر می‌باشد.

## جغرافیا
جاده‌ای که به سمت قله می‌رود ۱۶ کیلومتر است که جاده استانی دو شهر کاماراتا و سانتو استفانو کویسکونا را به هم متصل می‌کند. با یک ویژگی هرمی شکل و موقعیتی خاصی که کوه در آن قرار گرفته‌است.
در قله رله‌های تلویزیونی ساخته شده که برنامه‌های تلویزیونی را برای استانهای مختلف در منطقه پخش می‌کند.
از قله، در روزهای روشن، قله اتنا در شرق قابل مشاهده است، در حالی که محدوده کوهستانی مادونی را می‌توان در شمال دید، همچنین کوه سن کالوجرو، یک خط مایلی از دریای تیرنی، سمت غرب روکا بوزامبرا تا کوه‌های پالرمو و کوه‌های ترپنس و در جنوب رشته کوه سیکانی از جمله کوه رز و سواحل مدیترانه؛ مشاهده می‌شوند.